# Расширенное передовое присутствие НАТО

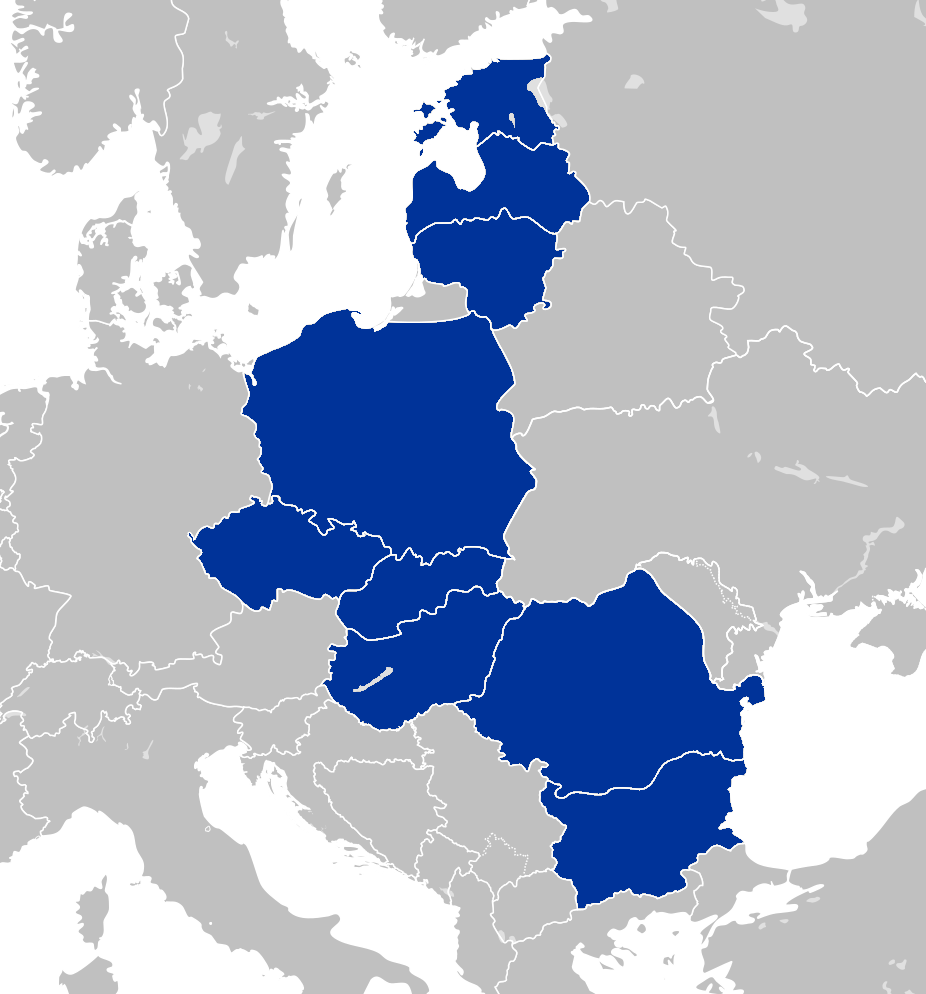
Восточный фланг НАТО с весны 2004 года

Расширенное передовое присутствие (англ. Enhanced Forward Presence, eFP) — программа НАТО по усилению присутствия в Восточной Европе в рамках поддержки союзников в связи с российской аннексией Крыма и участием России в войне на Донбассе. Программа была принята на Варшавском саммите НАТО в 2016 году; в её рамках в странах Прибалтики и Польше были развёрнуты 4 многонациональных батальонных группы. После начала активной фазы российско-украинского противостояния Альянс создал ещё 4 батальонных группы на своём Восточном фланге. К 2026 году планируется создание ещё одного многонационального батальона в Финляндии.

## Укрепление трансатлантического потенциала
Для повышения обороноспособности стран Прибалтики и Польши в феврале 2016 года был принят план действий по повышению постоянной боевой готовности Восточного фланга НАТО. В 2017—2018 годах в рамках реализации «Плана действий по повышению боевой готовности вооружённых сил НАТО» и «Концепции передового присутствия и усиления» была увеличена численность военнослужащих сил первоочередного задействования блока с 25 до 40 тысяч человек. На территориях стран Балтии были развёрнуты усиленные батальонные тактические группы многонационального состава численностью до 1 тысячи военнослужащих каждая. Совместные учения сопровождаются созданием постоянных военных баз альянса.
На саммите НАТО в июле 2016 года Россия была признана основной угрозой безопасности для альянса, а её сдерживание было официально провозглашено новой миссией НАТО. Роль оперативного командного центра отводится штаб-квартире многонационального корпуса НАТО «Северо-восток» в польском городе Щецин.

## Боевые группы
- Эстонская батальонная боевая группа НАТО

Командование: Великобритания

Поддержка: Франция, Дания, Исландия

Базирование: Тапа
- Латвийская батальонная боевая группа НАТО

Командование: Канада

Поддержка: Албания, Италия, Польша, Словения, Испания, Швеция

Базирование: Адажи
- Литовская батальонная боевая группа НАТО

Командование: Германия

Поддержка: Бельгия, Люксембург, Нидерланды, Норвегия, Чехия, Франция

Базирование: Рукла
- Польская батальонная боевая группа НАТО

Командование: США

Поддержка: Румыния, Великобритания, Хорватия

Базирование: Ожиш
- Словацкая батальонная боевая группа НАТО

Командование: Чехия

Поддержка: Нидерланды, Германия

Базирование: Лешт
- Венгерская батальонная боевая группа НАТО

Командование: Венгрия

Поддержка: Хорватия, Италия, Черногория

Базирование: Тата
- Румынская батальонная боевая группа НАТО

Командование: Франция

Поддержка: Португалия, Северная Македония

Базирование: Чинку
- Болгарская батальонная боевая группа НАТО

Командование: Италия

Поддержка: Греция, Албания, Северная Македония

Базирование: Кабиле
- Финляндская батальонная боевая группа НАТО

Командование: Швеция

Поддержка: Норвегия, Великобритания, США

Базирование: Рованиеми

## Инциденты
В ночь на 4 января 2020 года в столице Эстонии (Таллин) военнослужащий батальонной тактической группы НАТО, находясь в нетрезвом состоянии, устроил дебош в мустамяэском спа-центре Elamuste Keskus. Представители подразделения раскрывать детали происшествия и личность военнослужащего отказались.
24 апреля 2018 года три офицера британской армии из состава батальонной тактической группы НАТО, находясь в нетрезвом состоянии, устроили в столице Латвии драку с полицейскими. Один из них служит в 19-м королевском артиллерийском полку, двое других – в 4-м королевском артиллерийском полку. Для усмирения дебоширов полицейским пришлось применить перцовый газ. Один из офицеров был задержан правоохранителями на несколько часов, после чего все они были доставлены в свои воинские части сотрудниками военной полиции Латвии и Канады.
16 июня 2021 года около 30 немецких солдат были отозваны из Литовской бтгр НАТО и обвинены в расистских и антисемитских высказываниях, а также сексуальном насилии.